# Viscount Bateman
Viscount Bateman war ein erblicher britischer Adelstitel in der Peerage of Ireland.

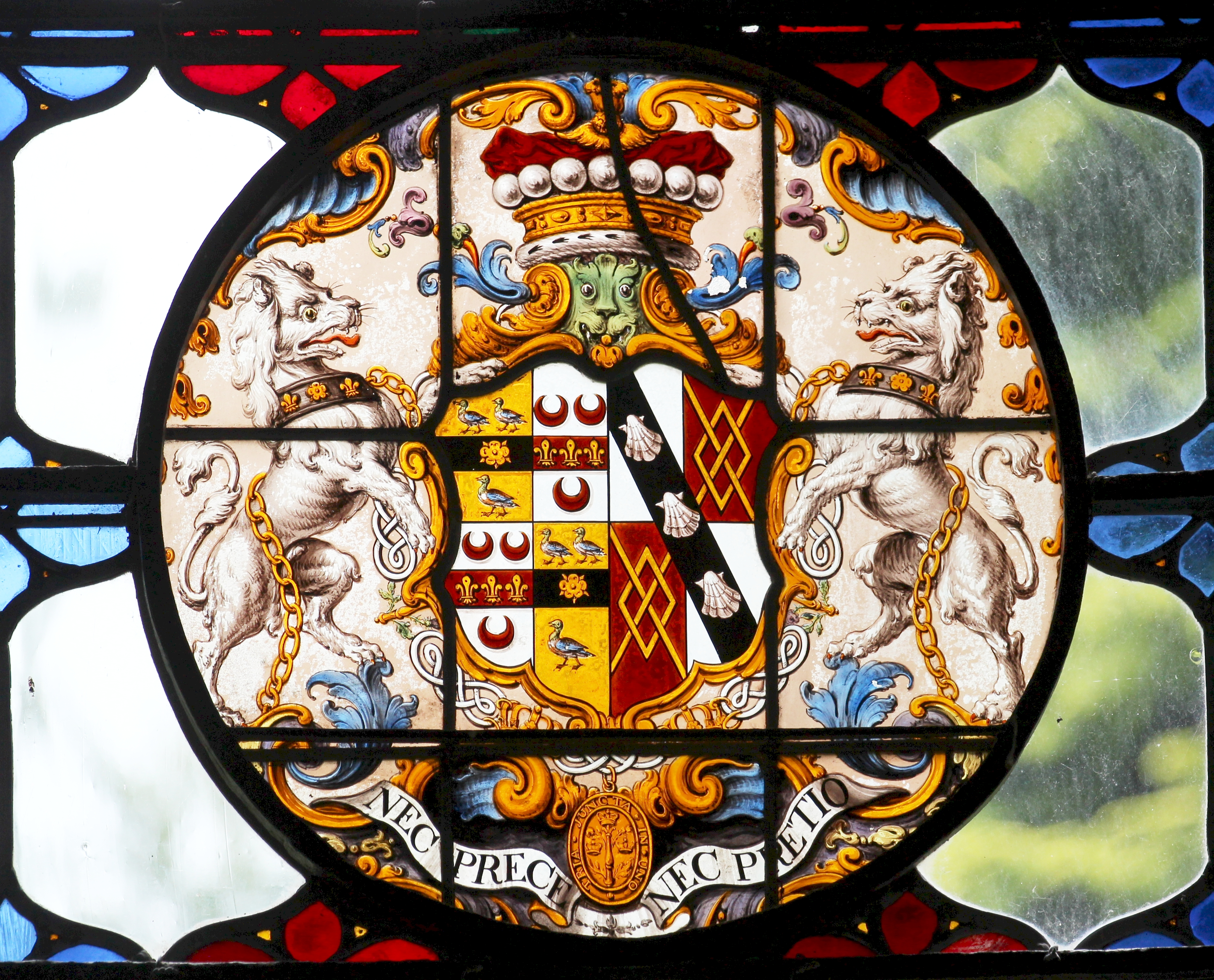
Wappen des 1. Viscount Bateman in der St John’s Church in Shobdon, Herefordshire

## Verleihung und Geschichte des Titels
Der Titel wurde am 12. Juli 1725 für den britischen Politiker William Bateman geschaffen, zusammen mit dem nachgeordneten Titel Baron Culmore, of Culmore in the County of Londonderry. Er war von 1721 bis 1722 und von 1727 bis 1734 als Abgeordneter für Leominster in Herefordshire im britischen House of Commons. Beide Titel erloschen beim Tod seines kinderlosen einzigen Sohnes, des 2. Viscounts, am 2. März 1802.

## Liste der Viscounts Bateman (1725)
- William Bateman, 1. Viscount Bateman (um 1695–1744)
- John Bateman, 2. Viscount Bateman (1721–1802)